# Пронженко, Кристина Леонидовна
Кристина Леонидовна Пронженко (род. 10 декабря 1988, Бустон, Ленинабадская область) — таджикская легкоатлетка, специалистка по бегу на короткие дистанции, барьерному бегу и многоборьям. Выступает за сборную Таджикистана по лёгкой атлетике начиная с 2013 года, участница летних Олимпийских игр в Рио-де-Жанейро и многих других крупных соревнований, рекордсменка страны в нескольких дисциплинах.

## Биография
Кристина Пронженко родилась 10 декабря 1988 года в посёлке городского типа Бустон Матчинского района Ленинабадской области Таджикской ССР.
Заниматься лёгкой атлетикой начала в возрасте 13 лет, проходила подготовку под руководством своего отца Леонида Николаевича Пронженко.
В 2012 году окончила Худжандский государственный университет, где обучалась на факультете физического воспитания.
Впервые заявила о себе в лёгкой атлетике на взрослом международном уровне в сезоне 2013 года, когда вошла в основной состав таджикской национальной сборной и выступила на чемпионате Азии в Пуне, где в программе семиборья закрыла десятку сильнейших.
В 2014 году побывала на Азиатских играх в Инчхоне, где стала в семиборье одиннадцатой.
На азиатском первенстве 2015 года в Ухане вновь была десятой в семиборье, тогда как на чемпионате мира в Пекине стартовала в беге на 200 метров и заняла итоговое 49 место.
В 2016 году в пятиборье показала пятый результат на чемпионате Азии в помещении в Дохе. Благодаря череде удачных выступлений удостоилась права защищать честь страны на летних Олимпийских играх 2016 года в Рио-де-Жанейро — в программе женского бега на 200 метров показала время 25,53 и заняла 69 место.
После Олимпиады Пронженко осталась в составе легкоатлетической команды Таджикистана и продолжила принимать участие в крупнейших международных соревнованиях. Так, в 2017 году она стартовала на чемпионате Азии в Бхубанешваре в беге на 400 метров и беге на 400 метров с барьерами, показав в данных дисциплинах шестой и девятый результаты соответственно. Кроме того, в беге с барьерами заняла 39 место на чемпионате мира в Лондоне.
В 2018 году отметилась выступлением на Азиатских играх в Джакарте, где заняла 12 место в обеих своих дисциплинах: беге на 400 метров и беге на 400 метров с барьерами.
На азиатском первенстве 2019 года в Дохе стала седьмой на 400-метровой дистанции и девятой в барьерном беге на 400 метров.
Будучи действующей спортсменкой, работает также детским тренером по лёгкой атлетике.
Её брат Александр Пронженко тоже является достаточно успешным легкоатлетом, рекордсмен страны в беге на 400 метров.